# تلوونت (مكنونة آيت موسي)
تلوونت هو دُوَّار يقع بجماعة أرڭانة، إقليم تارودانت، جهة سوس ماسة في المملكة المغربية. ينتمي الدوّار لمشيخة مكنونة آيت موسي التي تضم 22 دوار. يقدر عدد سكانه بـ 59 نسمة حسب الإحصاء الرسمي للسكان والسكنى لسنة 2004.

## روابط خارجية
- البوابة الوطنية للجماعات الترابية نسخة محفوظة 12 مارس 2018 على موقع واي باك مشين.
- المندوبية السامية للتخطيط